# Figline Vegliaturo
Figline Vegliaturo é uma comuna italiana da região da Calábria, província de Cosenza, com cerca de 1.025 habitantes. Estende-se por uma área de 4 km², tendo uma densidade populacional de 256 hab/km². Faz fronteira com Aprigliano, Cellara, Mangone, Paterno Calabro, Piane Crati.

## Demografia
| Variação demográfica do município entre 1861 e 2011                               |
|                                                                                   |
| Fonte: Istituto Nazionale di Statistica (ISTAT) - Elaboração gráfica da Wikipedia |